# Lampasas
Lampasas è un comune (city) degli Stati Uniti d'America e capoluogo della contea di Lampasas nello Stato del Texas. La popolazione era di 6 681 abitanti al censimento del 2010. Lampasas fa parte dell'area metropolitana di Killeen-Temple-Fort Hood.

## Geografia fisica
Lampasas è situata a 31°03′57″N 98°11′00″W (31.065868, -98.183444).
Secondo lo United States Census Bureau, la città ha una superficie totale di 17,47 km², dei quali 17,43 km² di territorio e 0,04 km² di acque interne (0,22% del totale).

## Società

### Evoluzione demografica
a popolazione di Lampasas fu stimata in 2107 nel 1904, raggiunse i 3426 durante la seconda guerra mondiale, salì a 4872 nel 1952 e raggiunse il picco di 7682 nel 1978. Nel 1988 la città contava 6 749 abitanti e 145 aziende. Nel 1990 la popolazione era di 6 382 abitanti. La popolazione era 6 786 abitanti nel 2000. Secondo il censimento del 2010, la popolazione era di 6 681 abitanti.

### Etnie e minoranze straniere
Secondo il censimento del 2010, la composizione etnica della città era formata dall'84,66% di bianchi, l'1,53% di afroamericani, lo 0,7% di nativi americani, lo 0,73% di asiatici, lo 0,04% di oceanici, il 9,58% di altre razze, e il 2,75% di due o più etnie. Ispanici o latinos di qualunque etnia erano il 24,56% della popolazione.